# Sarò libera (singolo)
Sarò libera è un singolo della cantautrice italiana Emma, pubblicato il 2 settembre 2011 come primo estratto dall'album omonimo.

## Video musicale
Il video, per la regia di Alberto Puliafito e prodotto da Fulvio Nebbia per IK Produzioni snc, è stato inviato in anteprima ridotta il 1º settembre 2011 agli iscritti alla newsletter ufficiale della cantante, ed è stato reso disponibile in concomitanza con l'uscita del singolo sul canale Vevo della cantante. Nel video, privo di effetti speciali e volutamente minimalista allo scopo di focalizzare l'attenzione sul testo della canzone, troviamo Emma in primo piano su sfondo scuro raccontare la storia d'amore della canzone.

## Tracce
Testi e musiche di Saverio Grandi e Carlo Rizioli; edizioni musicali Sm Publishing (Italy) Srl, Bollicine Edizioni Musicali Srl, Sorprendimi di Saverio Grandi.
1. Sarò libera – 3:25

## Classifiche
| Classifica (2011) | Posizione massima |
| ----------------- | ----------------- |
| Italia            | 4                 |